# Ostępy
Ostępy (do 1945 niem. Karlsfelde) – nieistniejąca już śródleśna osada w Polsce położona w województwie zachodniopomorskim, w powiecie gryfińskim, w gminie Mieszkowice.
W 1904 osadę zamieszkiwało 4 mieszkańców.
W latach 1975–1998 miejscowość administracyjnie należała do województwa szczecińskiego.